# Francia tízfrankos érme (1986)
Az 1986-ban kibocsátott francia tízfrankos érmét a Mathieu-tízfrankos felváltása céljából adták ki (a 10 gramm súlyú érmét túl nehéznek és könnyen hamisíthatónak találták). Az új típus 1986. május 27-én került forgalomba, azonban a lakosság teljes elutasításával találkozott. A tervezője után Jiménez-tízfrankosnak (vagy Köztársaság-tízfrankosnak) nevezett érme ugyanis az egyfrankos átmérőjét sem érte el, súlya pedig mindössze egynegyede volt a 12 évvel korábbi tízfrankosénak. Az érmét 1987. március 1-jén visszavonták a forgalomból és 1987-ben visszatértek a Mathieu-tízfrankosok veréséhez, melyeket végül 1988-tól új típusú bimetál tízfrankosok váltottak fel. A kevés forgalomban maradt Jiménez-tízfrankos demonetizálására az euró bevezetésekor, 2002. február 18-án került sor .

## Leírás
Az érme anyaga nikkel, súlya 6,5 gramm, átmérője 21, vastagsága pedig 2 milliméter. Előlapján Franciaország stilizált térképe és a köztársaságot szimbolizáló Marianne portréja látható, körben a Liberté, égalité, fraternité (Szabadság, egyenlőség, testvériség) felirat olvasható kézírásos betűkkel. Alul a verdejegy és a vésnök jegye látható. Van olyan ritkább változata is, ahol a térképen Bretagne félszigete eléri az érme peremét.  A hátlapon a Republique Française felirat, az értékjelzés és az évszám, valamint a tervező (Joaquin Jiménez) neve olvasható, valamint egy stilizált kakas látható. 

## Vert darabszám
A Jiménez-tízfrankosból 1986-ban 87 912 000 db készült, valamint 1850 db próbaveret essai felirattal. 1986. október 7-én az érme paramétereivel Robert Schuman születésének 100. évfordulójára forgalmi emlékérmét is kibocsátottak (összesen 9 974 011 példányban + 1850 db próbaveret), mely azonban a típus elutasítottsága miatt már csak igen korlátozott mértékben került forgalomba. 

## Külső hivatkozások
- Infonumis (franciául)
- Katalógus